# Moerasspiegelloopkever
De moerasspiegelloopkever of moerassnelkever (Notiophilus palustris) is een keversoort uit de familie van de loopkevers (Carabidae). De wetenschappelijke naam van de soort werd in 1812 als Elaphrus palustris gepubliceerd door Caspar Erasmus Duftschmid. De soort komt voor in heel Europa met uitzondering van het Middellandsezeegebied en de arctische eilanden.